# Костео, Джованни
Джова́нни Косте́о (итал. Giovanni Costeo, лат. Johannes Costaeus; 1528—1603) — итальянский врач и писатель эпохи Возрождения.

## Биография
Джованни Костео родился в 1528 году в городе Лоди в дворянской семье из Казальборгоне. О юности Джованни ничего не известно.
Первые последующие сведения о Костео датируются 1565 годом, когда он издал Tractatus de venarum meseraicarum usu, в котором утверждает, что брыжеечные вены не содержат хилуса. С 1568 года он работал в городской больнице в Лоди за плату в 60 дукатов в год. В 1570 году герцой савойский Эммануил Филиберт пригласил Костео преподавать терию медицины в Туринском университете. Следующие десять лет он работал профессором в Туринском университете, а также личным врачом герцога.
В 1580 году герцог Эммануил Филиберт умер, и Костео по приглашению Ипполито Альдобрандини, будущего Папы Римского Климента VIII, переехал в Болонью, где стал преподавать практическую медицину. С 1593 по 1598 он был профессором теории медицины Болонского университета.
Костео вёл переписку с Юстом Липсием и Улиссе Альдрованди, отправлял последнему семена растений, собранные во время путешествий по окрестностям Венеции и Падуи.
В 1603 году Джованни Костео умер.

## Некоторые публикации
- Opera. (1568)
- De universali stirpium natura. (1578)
- Disquisitionum physiologicarum in primam primi canonis Avicennae. (1589)
- De igneis medicinae praesidiis. (1593)
- De lactis serique natura. (1595)
- De humani conceptus formatione, motus et partus tempore. (1596)
- Liber de morbis puerorum et mulierum. (1604)